# Saurauia bracteosa
 (août 2018).
Espèce
Classification phylogénétique
Statut de conservation UICN

 VU  : Vulnérable
Saurauia bracteosa est une espèce de plantes à fleurs du genre Saurauia de la famille des Actinidiaceae, trouvée à Java et à Bali en Indonésie.